# Geboortehuis van Franz Schubert
Het geboortehuis van Franz Schubert (Duits: Schubert Geburtshaus) is een museum in Wenen.

## Geschiedenis

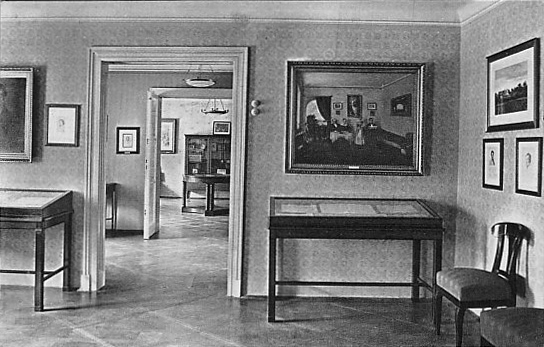
Interieur van het huis in 1914

De componist Franz Schubert werd op 31 januari 1797 geboren in de keuken van het appartement. Hij bracht  de eerste vierenhalf jaar van zijn leven in deze woning door. In het pand als geheel woonden in zijn tijd zestien gezinnen. Vanuit dit huis is de Lichtentaler Pfarrkirche te zien waar hij als kind zong en speelde. Dichtbij staat het huis aan de Säulengasse 3 waar hij zeventien jaar lang woonde.
Het huis werd gekocht nadat de gemeente hiertoe had besloten op 22 mei 1908. Het doel van de aanschaf was op dat moment al om er een museum over Schubert van te maken. De opening vond plaats op 18 juni 1912. De bron in het hof werd in 1910 gemaakt door Josef Müllner. In 1966 vond er een drastische renovatie plaats om het huis zoveel mogelijk terug te brengen naar de tijd toen Schubert er woonde. Het museum werd heropend op 14 mei 1969.

## Collectie
Het museum toont een verzameling stukken over zijn familie en vrienden en zijn opleiding en muzikale ontwikkeling. Ook worden er gebruiksvoorwerpen uit zijn leven getoond, zoals schilderijen, tekeningen, eerste uitgaves van zijn werk en zijn piano, gitaar, bril en haarlok. Ook zijn er allerlei opnames van zijn muziek te horen.
Verder besteedt het museum aandacht aan tijdsgenoten, onder wie 
Leopold Kupelwieser, Wilhelm August Rieder, Moritz von Schwind en Adalbert Stifter.
Naast dit museum is ook zijn overlijdenshuis ingericht als museum. Die woning aan de Kettenbrückengasse was eigendom van zijn broer Ferdinand. In zijn geboortehuis wordt echter het grootste deel van zijn werk en leven getoond. De musea behandelen verschillende delen van zijn leven en vullen elkaar aan.